# NGC 5184
NGC 5184 é uma galáxia espiral barrada (SBc) localizada na direcção da constelação de Virgo. Possui uma declinação de -01° 39' 49" e uma ascensão recta de 13 horas, 30 minutos e 11,4 segundos.
A galáxia NGC 5184 foi descoberta em 11 de Abril de 1787 por William Herschel.